# Primera batalla del Dòiran
La Primera batalla del Dòiran va ser una batalla entre les forces de Bulgària contra l'Imperi Britànic i França, com a part de la Campanya de Sèrbia de la Primera Guerra Mundial, entre el 9 i el 18 d'agost de 1916.
En el començament d'agost de 1916, tres divisions franceses i una britànica, amb 45.000 homes i 400 canons, van llançar una ofensiva contra les posicions búlgares al llac Dòiran, defensat per la 2a Divisió d'Infanteria «Tràcia».

## Batalla
L'atac va començar el 9 d'agost, amb foc d'artilleria pesant sobre les posicions del 27è Regiment «Chepino» i del 9è Regiment «Plovdiv».
Els quatre atacs que van seguir (els dies 10, 15, 16 i 18 d'agost) van ser rebutjats per la 2a Divisió d'Infanteria «Tràcia», i els aliats es van veure obligats a retirar-se cap a les seves posicions originals amb moltes baixes.
Altres fonts afirmen que els francesos van prendre la Tortoise Hill (Turó de la tortuga) i Doldzeli, un total de 30 km², però a un cost molt alt.
El 7è Batalló d'Infanteria Lleugera britànica de l'Oxfordshire & Buckinghamshire Light Infantry, va prendre Horseshoe Hill (Turó de la ferradura).